# Nhâm Tý
Nhâm Tý (chữ Hán: 壬子) là kết hợp thứ 49 trong hệ thống đánh số Can Chi của người Á Đông. Nó được kết hợp từ thiên can Nhâm (Thủy dương) và địa chi Tý (chuột). Trong chu kỳ của lịch Trung Quốc, nó xuất hiện trước Quý Sửu và sau Tân Hợi.

## Các năm Nhâm Tý
Giữa năm 1700 và 2200, những năm sau đây là năm Nhâm Tý (lưu ý ngày được đưa ra được tính theo lịch Việt Nam, chưa được sử dụng trước năm 1967):
- 1732
- 1792
- 1852
- 1912 (18 tháng 2, 1912 – 5 tháng 2, 1913)
- 1972 (15 tháng 2, 1972 – 2 tháng 2, 1973)
- 2032 (11 tháng 2, 2032 – 30 tháng 1, 2033)
- 2092 (7 tháng 2, 2092 – 26 tháng 1, 2093)
- 2152
- 2212

## Sự kiện năm Nhâm Tý
- 1972 - Chiến dịch Điện Biên Phủ trên không.